# 1643 w literaturze
Wydarzenia literackie w 1643 roku.

## Nowe książki
- I Natali delle Religiose Militie

## Urodzili się
- Francisco Antonio de Fuentes y Guzmán(inne języki), gwatemalski kronikarz

## Zmarli
- Sidney Godolphin, poeta angielski
- Pedro de Oña(inne języki), chilijski poeta